# Heike Falkenberg
Heike Falkenberg (* 5. Dezember 1961 in Berlin) ist eine deutsche Schauspielerin, Theaterregisseurin und -autorin.

## Leben
Heike Falkenberg studierte von 1980 bis 1984 an der Berliner Universität der Künste. Erste Rollen spielte sie an der Schaubühne am Lehniner Platz und am Schauspiel Köln. Von 1985 bis 1994 gehörte Falkenberg dem Ensemble des Hamburger Thalia Theater in Hamburg an. Weitere Verpflichtungen hatte sie am Hamburger Schauspielhaus, bei den Händel-Festspielen in Halle (Saale), an der Berliner Vaganten Bühne und dem Theater im Zimmer in Hamburg. Hier spielte sie 2016 gemeinsam mit Marion Elskis in der Uraufführung des Stückes Whiskey and Sugar von Mike Sage.
Daneben arbeitet Falkenberg als Theaterregisseurin und Bühnenautorin. Inszenierungen schuf sie bislang unter anderem am Hamburger Theater Fleetstreet und dem Thalia Theater in Halle. Unter ihren Bühnenwerken finden sich neben Komödien auch Stücke für Kinder, für die sie bereits einige Auszeichnungen erhalten hat.
Seit ihrem Kameradebüt 1985 übernimmt Falkenberg auch immer wieder Aufgaben vor der Kamera und spielte bisher überwiegend Gastrollen in verschiedenen Fernsehserien. Gelegentlich ist sie auch als Hörspielsprecherin tätig.
Von 1987 bis 2005 war Heike Falkenberg mit ihrem Schauspielkollegen Heikko Deutschmann verheiratet. Aus dieser Beziehung stammen die beiden Töchter Klara Deutschmann und Marthe Lola Deutschmann, die beide den Beruf ihrer Eltern ergriffen haben.

## Filmografie (Auswahl)
- 1980: Die Kinder aus Nr. 67
- 1985: Dämonen der Städte
- 1987:  Reichshauptstadt – privat
- 1988: Clavigo
- 1989: Hard Days, Hard Nights
- 1992: Nie wieder schlafen
- 1993: Eine unheilige Liebe
- 1994: Freunde fürs Leben – Irrenhaus
- 1995: Balko – Killerehre
- 1996: Der Pakt – Wenn Kinder töten
- 1998: Tatort – Arme Püppi
- 1998: Bella Block – Auf der Jagd
- 1999: Polizeiruf 110 – Rasputin
- 1999: Für alle Fälle Stefanie – Herzleid
- 2001: Neues aus Büttenwarder (2 Folgen als Henrike Kümmersen)
- 2001: Newenas weite Reise
- 2002: Polizeiruf 110 – Vom Himmel gefallen
- 2004: Großstadtrevier – Alte Liebe
- 2004: Die Rettungsflieger – Liebeskummer
- 2005: SOKO Wismar – Eiszeit
- 2008: Das tapfere Schneiderlein
- 2008: Unter anderen Umständen – Böse Mädchen
- 2009: Stubbe – Von Fall zu Fall – In den Nebel
- 2018: Morden im Norden – Tödliche Mitschuld
- 2019: Notruf Hafenkante – Das Buddelschiff
- 2019: Totengebet
- 2021: SOKO Hamburg – Unter Lehrern
- 2022: SOKO Leipzig – Der Zeuge
- 2024: In aller Freundschaft – Dazugehören

## Hörspiele
- 1980: Der Hofnarr – Autoren: Joy Markert und Monika Jung – Regie: Joy Markert
- 1982: Die Sonne errötet am Morgen – Autor und Regie: Joy Markert
- 1982: Einzelkämpfer – Autor und Regie: Joy Markert
- 1983: Salmakis – Autor und Regie: Joy Markert
- 1984: Asyl – Autor und Regie: Joy Markert
- 1984: Drüben – Autorin: Monika Jung – Regie: Joy Markert
- 1989: Lautlos und dennoch eine Stimme sagenhaft – Autor: Joachim Walther – Regie: Ulrike Brinkmann
- 2011: Buddenbroichs – Autoren und Regie: Marie-Luise Goerke und Matthias Pusch

## Auszeichnungen
- 2010: Kulturförderung der Café Royal Stiftung und der Rudolf Augstein Stiftung für Tausend Türen
- 2012: Gewinnerin des 9. Kurzdramenwettbewerbs Marburg für Brede und Dürr
- 2012: Gewinnerin des Autorenwettbewerbs des Theater der Jungen Welt für Nach Toronto!
- 2013: Nominierung für den Mühlheimer Kinderstückepreis für Nach Toronto!
- 2014: Alfred-Döblin-Stipendium